# 拿撒勒圣母院 (巴黎)

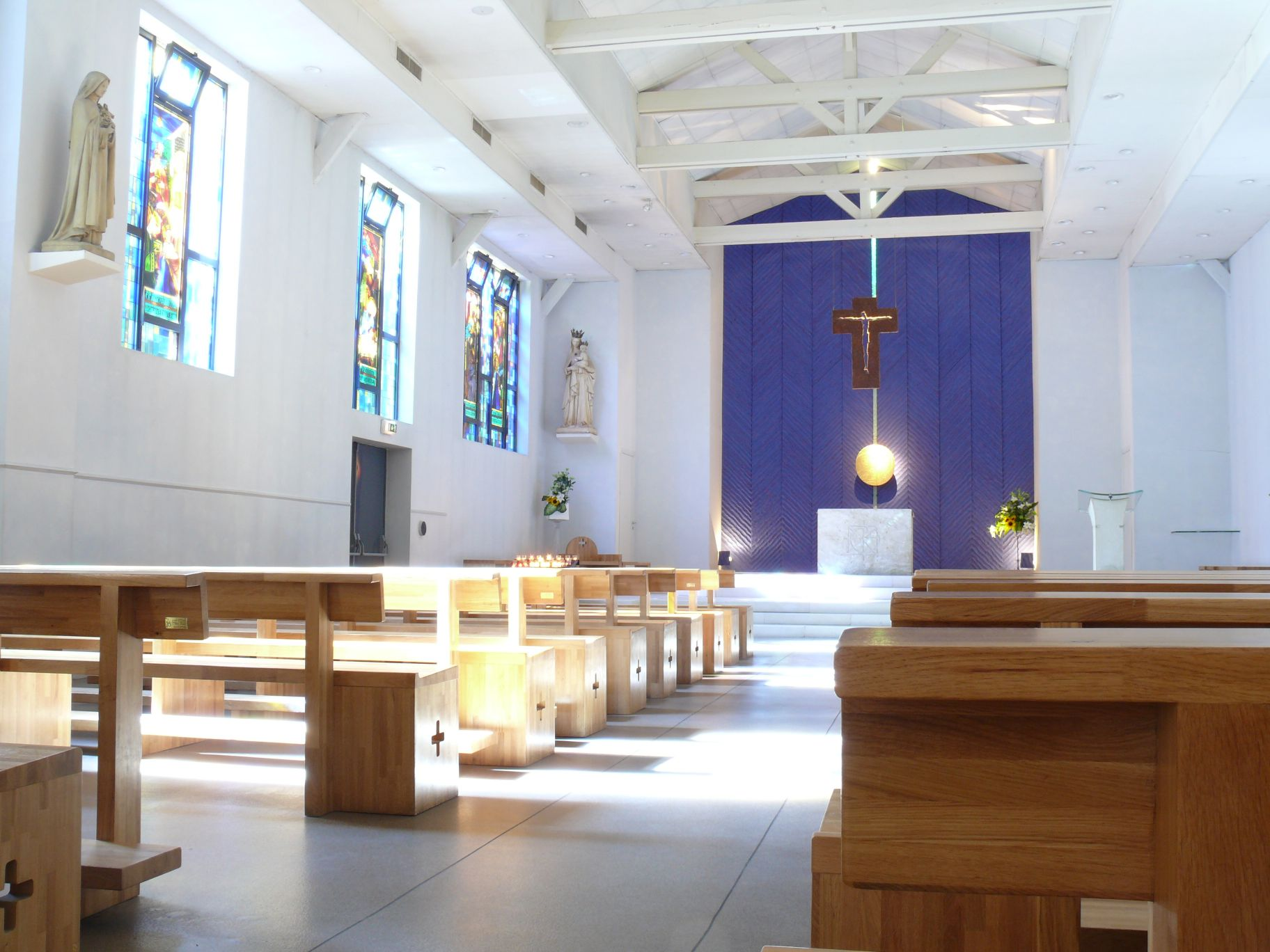
拿撒勒圣母院内部

拿撒勒圣母院（Église Notre-Dame-de-Nazareth）是一座位于法国巴黎十五区勒古布路349-351号的教堂，隶属罗马天主教天主教巴黎总教区。

## 图片集

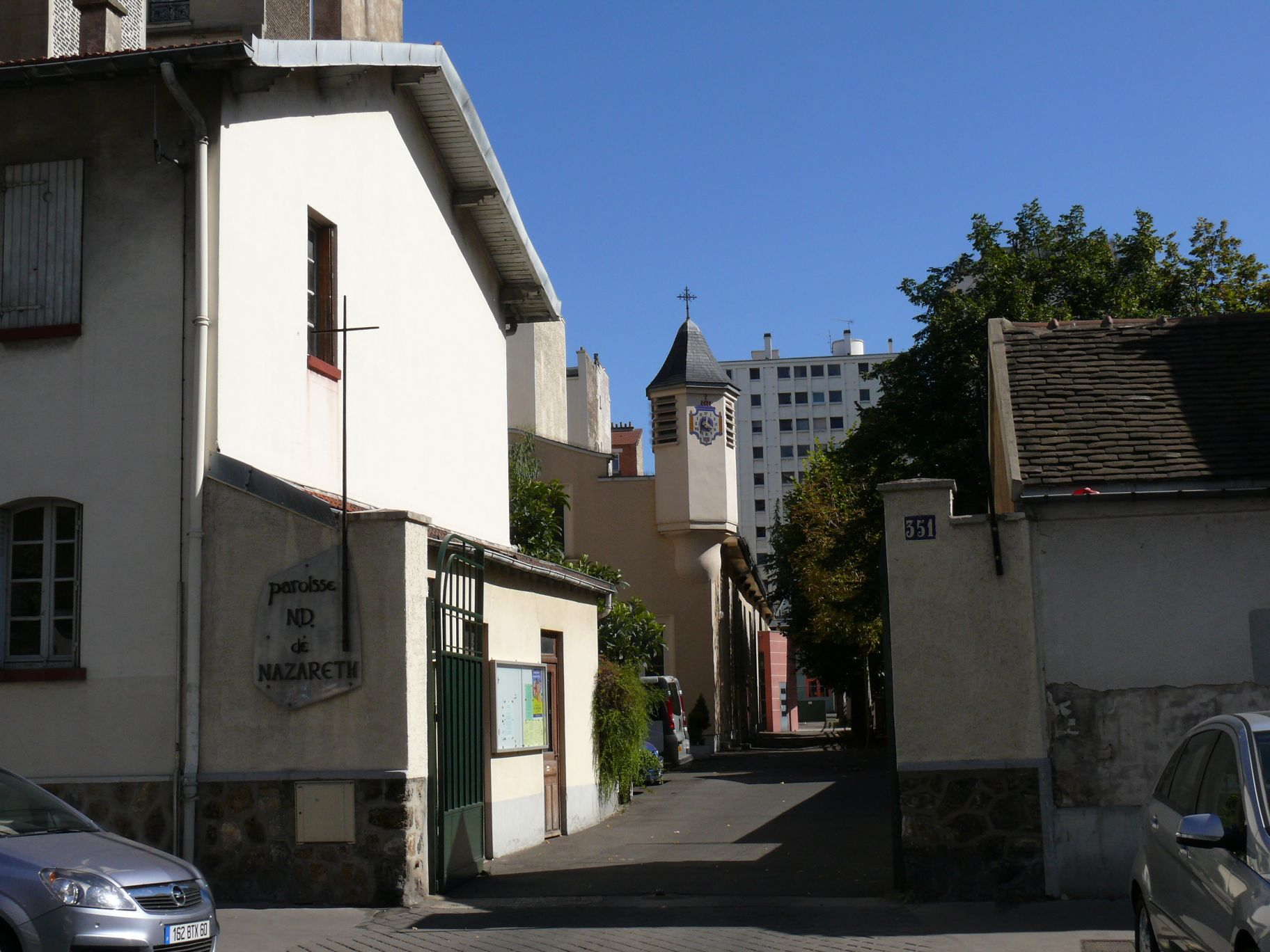
街景
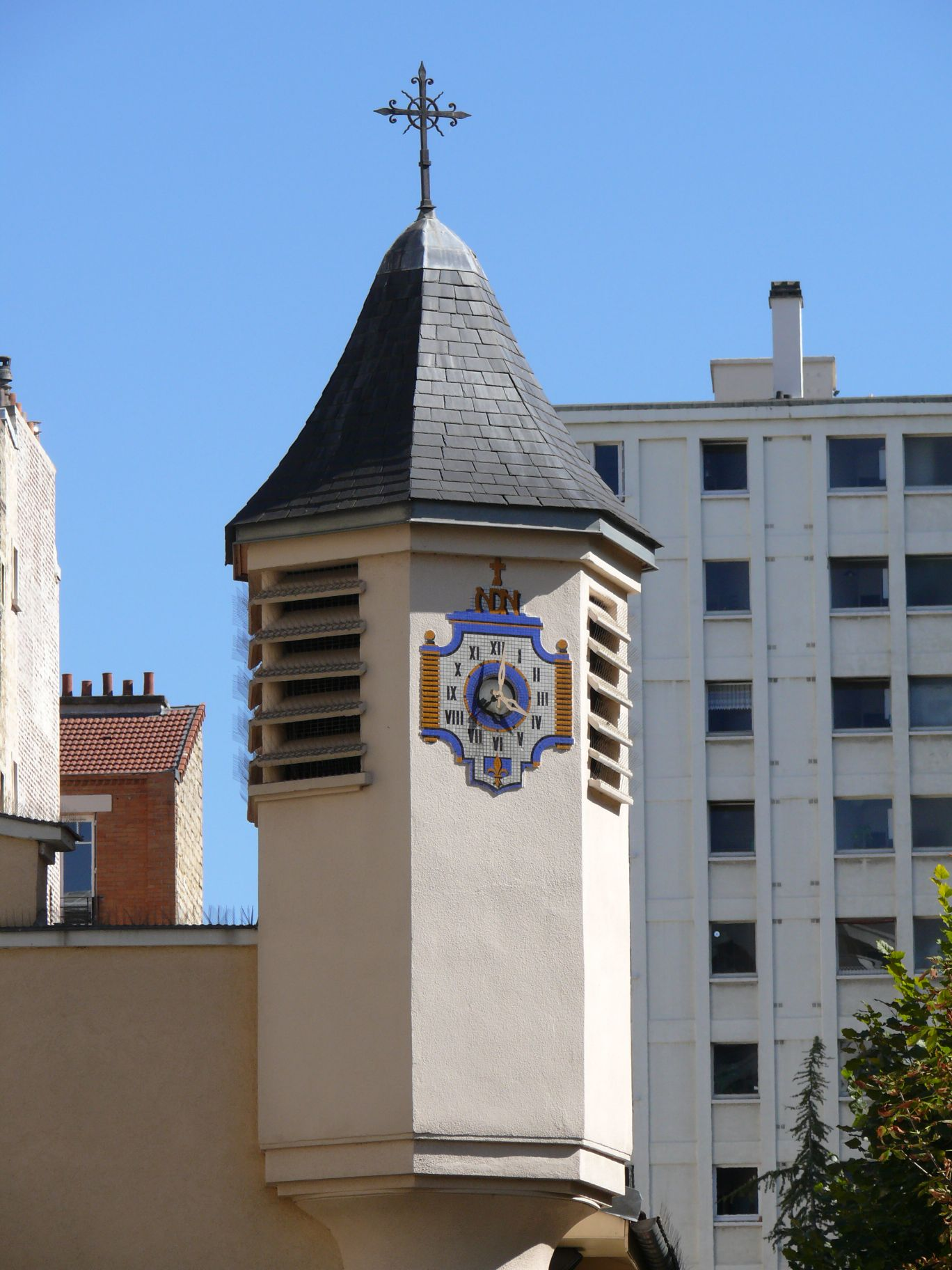
钟楼
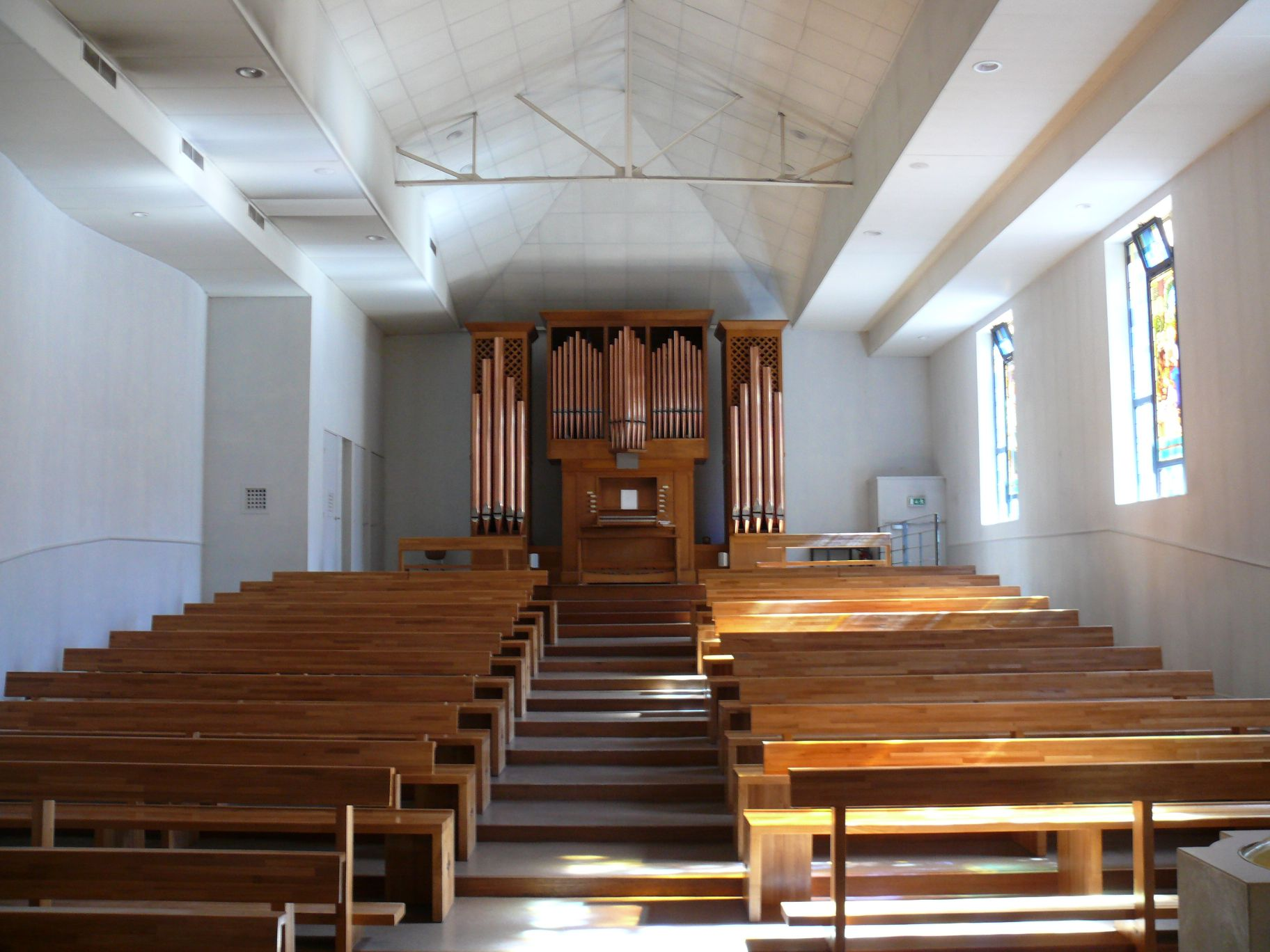
毂
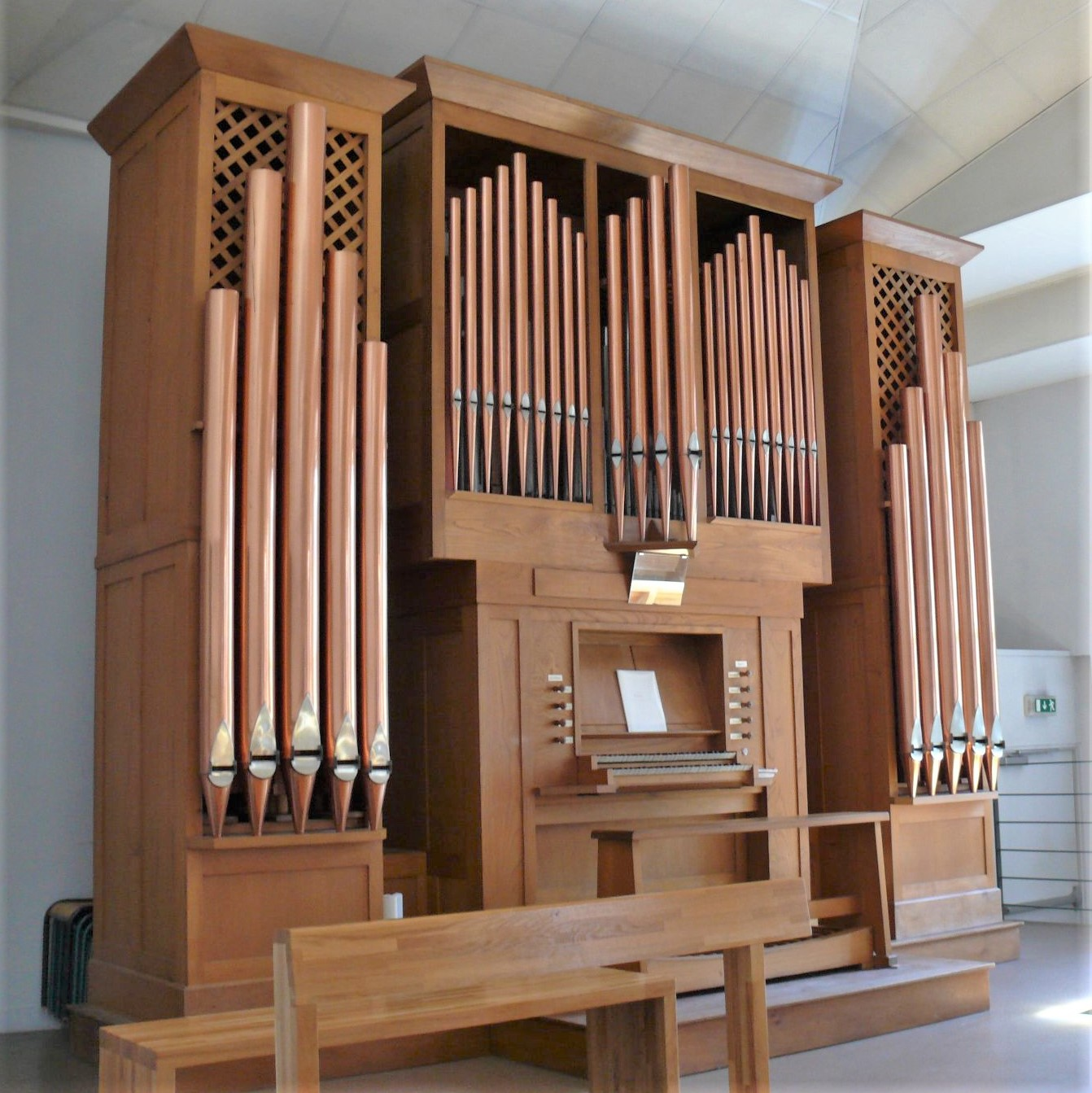
乐器